# Marquesado de Valdeterrazo

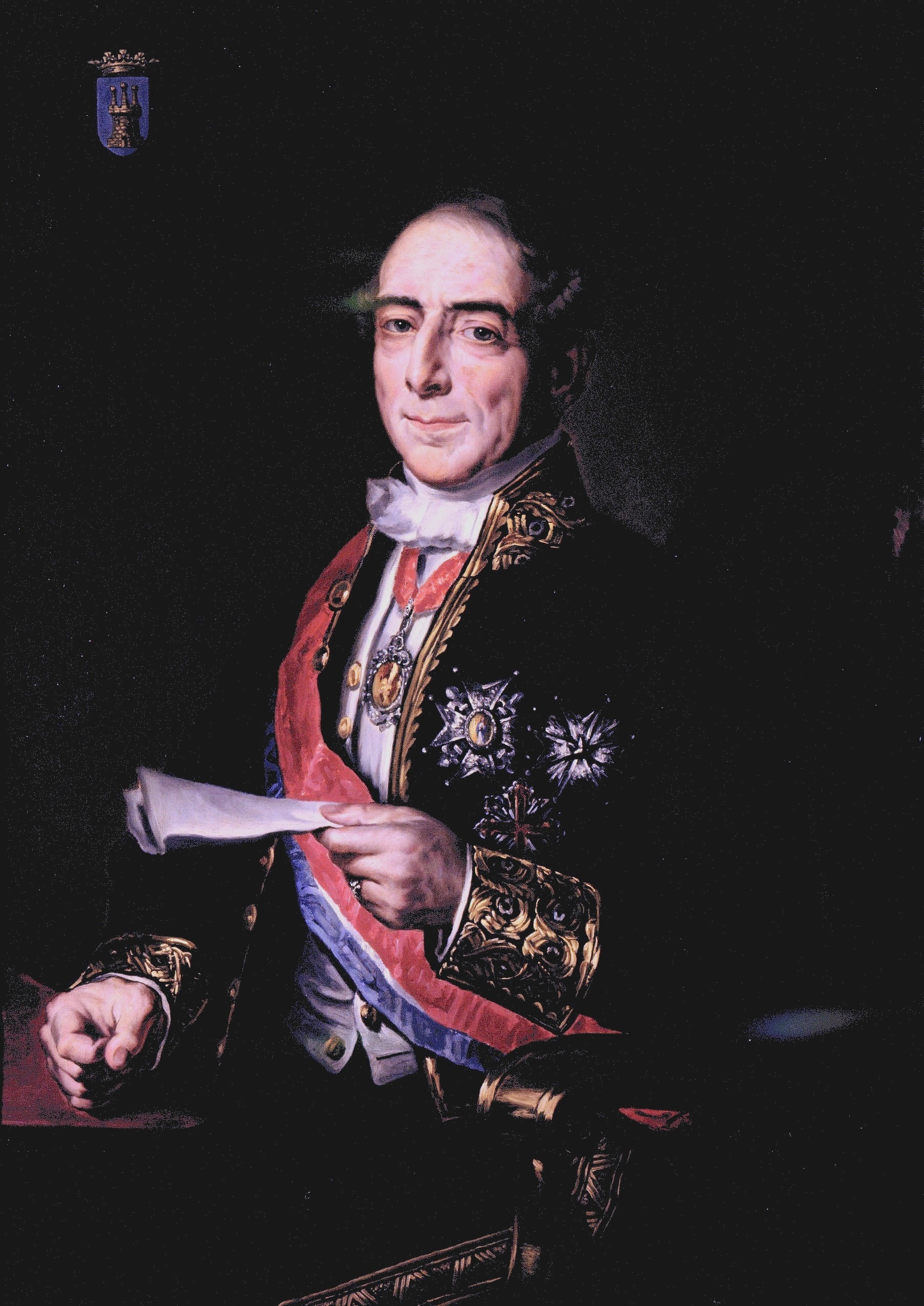
Antonio González y González, I marqués de Valdeterrazo.

El marquesado de Valdeterrazo es un título nobiliario español creado por la reina Isabel II en favor de Antonio González y González, presidente del Consejo de Ministros, el 24 de agosto de 1864 por real decreto y el 31 de octubre del mismo año por real despacho.
Recibió la Grandeza de España el 3 de abril de 1893 por el rey Alfonso XIII, siendo Ulpiano González y de Olañeta el segundo marqués de Valdeterrazo.

## Marqueses de Valdeterrazo
|                        | Titular                                     | Periodo                |
| Creación por Isabel II | Creación por Isabel II                      | Creación por Isabel II |
| ---------------------- | ------------------------------------------- | ---------------------- |
| I                      | Antonio González y González                 | 1864-1876              |
| II                     | Ulpiano González Olañeta                    | 1876-1928              |
| III                    | María Isabel González de Olañeta e Ibarreta | 1929-1958              |
| IV                     | Fernando Valdés e Ibargüen                  | 1958-¿?                |
| V                      | Francisco Goicoerrotea y Valdés             | 1968-1981              |
| VI                     | Francisco Goicoerrotea Sarri                | 1983-presente          |

## Historia de los marqueses de Valdeterrazo
La lista de sus titulares es la que sigue:
- Antonio González y González (1792-1876), I marqués de Valdeterrazo, presidente del Consejo de Ministros, diputado a Cortes y Gran Cruz de Carlos III.

Casó con María Josefa de Olañeta y Ocampo. El 12 de junio de 1877 le sucedió su hijo:
- Ulpiano González de Olañeta y González Ocampo (1847-1928), II marqués de Valdeterrazo, senador del Reino por derecho propio,[4] vicepresidente del Congreso, enviado extraordinario y ministro plenipotenciario en Lisboa, embajador en Italia, caballero del Real Cuerpo Colegiado de Hijosdalgo de Madrid, Gran Cruz de Carlos III y de Isabel la Católica.

Casó en primeras nupcias con María de los Dolores Carvajal y Samaniego, fallecida en 1882.
En 1891 contrajo nuevo matrimonio con Isabel Eugenia Ibarreta y Uhagón. El 25 de junio de 1929 le sucedió, de este matrimonio, su hija:
- María Isabel González de Olañeta e Ibarreta (1895-1958), III marquesa de Valdeterrazo, II vizcondesa de los Antrines, dama noble de la Orden de María Luisa y del Santo Sepulcro.

En 1921 casó en primeras nupcias con Fernando de Orleans, duque de Montpensier, que falleció dos años después.
Casó nuevamente con José María Huarte y Jáuregui. Al no haber descendientes de ninguno de sus matrimonios, el 8 de julio de 1960 le sucedió el nieto paterno de una hermana del segundo marqués:
- Fernando Valdés e Ibargüen, IV marqués de Valdeterrazo, vizconde de los Antrines.

Casó con Olga von Wachtin Schmidt. Sin descendientes. El 12 de enero de 1968 le sucedió su primo hermano:
- Francisco Goicoerrotea y Valdés (m. 1981), V marqués de Valdeterrazo, vizconde de los Andrines.

Casó con María Sarri Arsuaga. El 7 de enero de 1983 le sucedió su hijo:
- Francisco Goicoerrotea Sarri, VI marqués de Valdeterrazo, vizconde de los Andrines.